# Heywood Lake
Heywood Lake är en sjö i Antarktis. Den ligger i Sydorkneyöarna. Argentina och Storbritannien gör anspråk på området. Heywood Lake ligger 4 meter över havet. Den ligger på ön Signy. Heywood Lake ligger vid sjöarna  Wallows och Knob Lake.
I övrigt finns följande vid Heywood Lake:
- Changing Col (ett bergspass)
- Knob Lake (en sjö)
- Three Lakes Valley (en dal)
- Wallows (en sjö)